# Anthony McCall

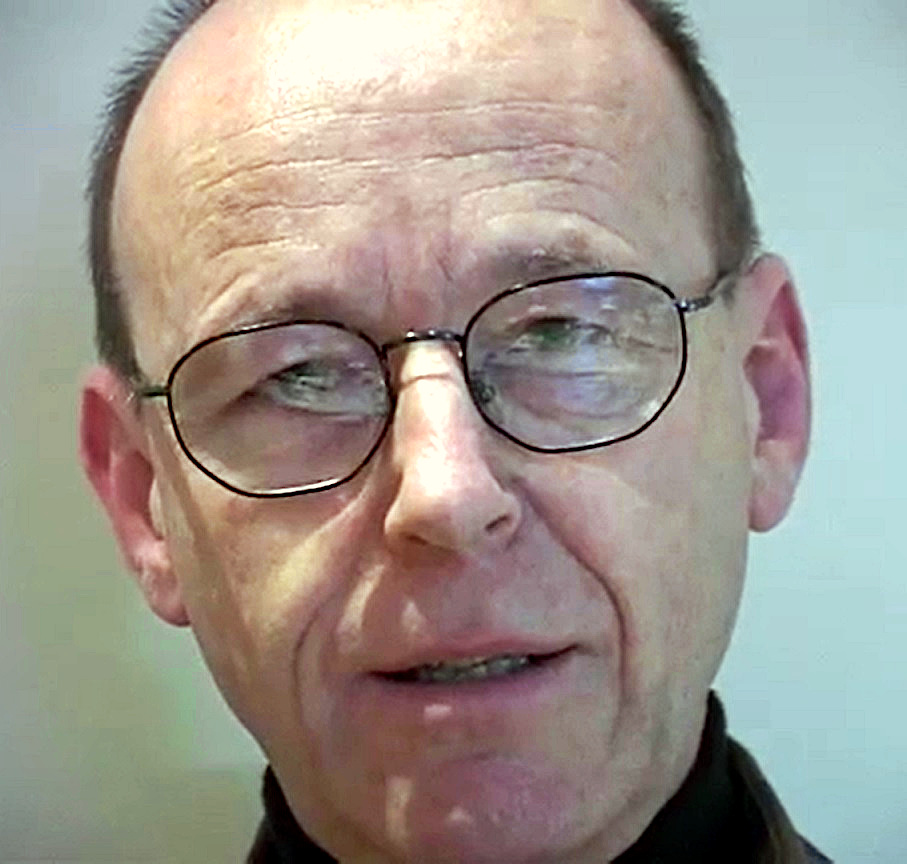
Anthony McCall

Anthony McCall (* 1946 in London) ist ein Künstler, der in New York lebt und arbeitet.

## Leben und Werk
Anthony McCall absolvierte zwischen 1964 und 1968 eine Ausbildung als Designer am Ravenbourne-College of Art and Design in London. Von 1971 an trat er als Experimentalfilmer auf und führte erste Performances auf. Für seinen Film Line Describing a Cone, der bis heute als eines seiner Schlüsselwerke gilt, erhielt er 1975 beim 5. Internationalen Experimentalfilm-Wettbewerbs in Knokke den Marie-Josi-Preis. Seine experimentellen Filme gelten als Beiträge zum Expanded Cinema (einem erweiterten Filmverständnis), das in den 1970er Jahren aufkam, sowie als „Solid light films“ (etwa: Filme aus reinem Licht). Sie werden weiterhin einem neuen „geometrischen“ Kino zugerechnet.
Anthony McCalls Filme bzw. Installationen, die sich filmischer Mittel bedienen, beschäftigen sich im Wesentlichen mit Fragen, die mit Raum, Form und Zeit thematisieren. So setzt er beispielsweise computergesteuerte Lichtstrahlen eines Beamers ein, mit denen im Dunkelraum zwischen Projektor und Leinwand dreidimensionale Formen gestaltet und durch Nebeleinsatz geradezu plastisch werden. In solchen Fällen werden die Zuschauer anders als im Kino dadurch einbezogen, dass sie sich im Projektionsraum bewegen können (und sollen). Andere Effekte erzeugt er durch den Einsatz mehrerer Projektoren (Long Film for Four Projectors, sechs Stunden Dauer, 1974).
McCall zog 1973 nach New-York USA und setzte dort seine Arbeit an den „Solid ligtht films“ sowie weiteren Variationen seines Werkes Line Describing a Cone fort. Im Jahr 1977 war er Teilnehmer der Documenta 6 in Kassel. Gegen Ende der 1970er zog er sich als praktizierender Künstler zurück. Nach schließlich mehr als zwanzig Jahren erschien McCall erneut auf dem Kunstmarkt und setzte seine in den 1970ern entwickelte Praxis fort, nutzt nun aber statt des analogen Films elektronische Medien wie Computer mit CAD-Software und Beamer. Anthony McCalls Arbeiten finden eine rege internationale Resonanz, was sich u. a. an einer Vielzahl von Gruppen- und Einzelausstellungen ablesen lässt.

## Ausstellungen (Auswahl)
Centre Georges Pompidou, Paris, Frankreich
Warwick Art Centre, Coventry
- 2003 Museum Moderner Kunst Wien, Kunstverein Dortmund
- 2004 Museum of Modern Art, New York; Hayward Gallery, London
- 2006 Kunsthaus Zürich ("The Expanded Eye"); Hamburger Bahnhof, Berlin ("Beyond Cinema: the Art of Projection”)
- 2012 Hamburger Bahnhof, Berlin, erste Einzelausstellung in Deutschland
- 2013 Faena Arts Center, Puerto Madero, Buenos Aires, Argentinien: zusammen mit Mischa Kuball El-Aleph[1]
- 2020/21: Marta Herford, Herford, Trügerische Bilder – Ein Spiel mit Malerei und Fotografie

## Publikationen
- Anthony McCall: The Solid Light Films and Related Works, Christopher Eamon, Branden W. Joseph, Jonathan Walley.
- Anthony McCall: Elements for a Retrospective, 1972-1979/2003-, Olivier Michelon